# Kurszki mágneses anomália

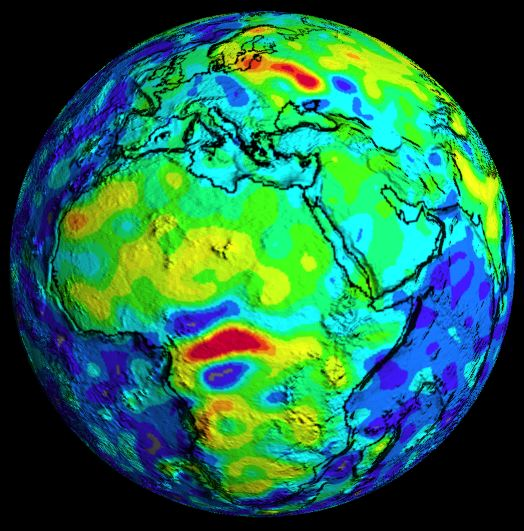
A Kurszki mágneses anomália és a Bangui mágneses anomália a Földön

A Kurszki mágneses anomália (KMA) Földünk egyik legnagyobb mágneses anomáliája. Ez az Oroszország Belgorodi és Kurszki területeire kiterjedő mágneses anomália egyben Földünk egyik leggazdagabb vasérclelőhelye is – vasérckészletét 30 milliárd tonnára becsülik. Az érc vastartalma 52–66%, ami lehetővé teszi a vastartalom elektrolízissel történő kinyerését.

## Története
A Kurszki mágneses anomáliát 1773-ban P. B. Inohodcev csillagász akadémikus írta le. Inohodcev, Oroszország európai területén elhelyezkedő városok geográfiai felmérése közben észlelte, hogy a mágneses iránytű Belgorod és Kurszk térségében jelentős kilengéseket mutat.
Száz év elteltével 1874-ben a Kazanyi Egyetem docense, I. N. Szmirnov újra felfedezte a jelenséget Oroszország európai területének geomágneses felmérése közben. Szmirnov feltételezte, hogy a jelenséget jelentős mennyiségű vastartalmú kőzet okozhatja.
Ezt a feltételezést 1898-ban a Párizsi Geomágneses Laboratórium munkatársai, Mouro és E. J. Leiszt igazolták. Ezt követően Leiszt egészen 1918-ban bekövetkezett haláláig folyamatosan a Mágneses Anomália felmérésén dolgozott, a felmérés anyaga Leiszt halálát követően a Német Birodalom birtokába került.
A Kurszki mágneses anomália műholdas vizsgálata 1987-ben a Magsat és 1999-ben az Ørsted műholdak segítségével történt. 1987-ben a Magsat kiugróan magas, 37 nT nagyságú pozitív mágnesestér-eltérést mért.

## Gazdasági jelentőség
Az októberi forradalmat követően Lenin 1923-ban adott ki utasítást a terület ismételt felmérésére, vasérckutatásra. A kutatások már az első napokban sikerrel jártak. 1923. április 7-én bejelentették, hogy Lozovka falu határában nagyon gazdag vasérctelepet találtak.
1935-ben indult meg a vasérc kitermelése és feldolgozása a Lipecki Vaskombinátban.
1956-ban nyílt az első külszíni fejtés. Napjainkban a Kurszki mágneses anomália területén 9 jelentős külszíni fejtés működik.

## Érdekesség
A Kurszki mágneses anomáliának döntő szerepe volt abban, hogy Stomm Marcel altábornagy, a Magyar 2. hadseregben a m. kir. III. hadtest parancsnoka és törzsének tagjai 1943. február 3-án a Don-kanyarnál szovjet fogságba estek. Emlékirataiban így ír erről:
Az ivanovkai szélmalomtól kezdve nyugat-délnyugati irányunk nem látszott betartottnak. Két vezetőnket - Sárkány vezérkari ezredest és Dárdai vezérkari őrnagyot - erre figyelmeztettem, ők azonban az irányt delejtű szerint helyesnek tartották. Csató vezérkari őrnagy, ki mellettem ült a szánon, az irányt ugyancsak helytelennek vélte. Utólag kiderült, delejtűnk a kurszki mágneses elhajlás miatt nem mutatott jól. De erről akkor nem tudtunk. Így nyugat-délnyugat helyett majdnem nyugat-északnyugatnak mentünk.